# Giuliano Frullani
Giuliano Frullani, född 23 februari 1795 i Livorno, död 5 mars 1834 i Florens, var en italiensk matematiker. Han var son till Leonardo Frullani och bror till Emilio Frullani.
Frullani var professor i högre matematik vid universitetet i Pisa. Han utgav åtskilliga avhandlingar angående integraler och integrering av differentialekvationer.